# Тунгульфьядль
Тунгульфьядль (фар. Tungulfjall) — вершина на острове Стреймой, одном из островов Фарерского архипелага, Дания. Находится в коммуне Торсхавн. Высота над уровнем моря составляет 532 метра, а над окружающей местностью она равна 114 метрам. Ширина в основании — 1,6 км.

## Местность
Тарритория вокруг вершины холмистая. Самая высокая точка поблизости — Сорнфедли (749 метров над уровнем моря, в 4,9 км к северо-западу от Тунгульфьядля).